# Coridorul Rusca Montană - Țarcu - Retezat
Coridorul Rusca Montană - Țarcu - Retezat este o arie protejată (sit de importanță comunitară — SCI) din România, desemnată în scopul protejării biodiversității și menținerii într-o stare de conservare favorabilă a florei spontane și faunei sălbatice, precum și a habitatelor naturale de interes comunitar aflate în arealul zonei de protecție. Aceasta se întinde pe o suprafață de 24.431,3 ha, integral pe uscat.

## Localizare
Situl Coridorul Rusca Montană - Țarcu - Retezat se întinde pe teritoriile administrative ale județelor Caraș-Severin (Băuțar) și Hunedoara (Densuș, Lunca Cernii de Jos, Râu de Mori, Sarmizegetusa). Centrul acestuia este situat la coordonatele 45°34′37″N 22°35′41″E / 45.576994°N 22.594853°E.

## Înființare
Situl Coridorul Rusca Montană - Țarcu - Retezat (ROSCI0292) a fost declarat sit de importanță comunitară în septembrie 2011 pentru a proteja 6 specii de animale.

## Biodiversitate
Situată în ecoregiunea alpină, aria protejată conține 6 habitate naturale: Fânețe montane, Păduri de fag Luzulo-Fagetum, Păduri de stejar și carpen Galio-Carpinetum, Păduri de fag dacice (Symphyto-Fagion), Păduri acidofile de Picea de la nivel montan la nivel alpin (Vaccinio-Piceetea), Tufărișuri cu Pinus mugo și Rhododendron hirsutum (Mugo-Rhododendretum hirsuti).
La baza desemnării sitului se află mai multe specii protejate:
- amfibieni (1): izvoraș-cu-burta-galbenă (Bombina variegata)
- mamifere (4): lupul (Canis lupus), vidră de râu (Lutra lutra), râs eurasiatic (Lynx lynx), urs brun (Ursus arctos)
- nevertebrate (1): calul-dracului (Cordulegaster heros)